# Livjægerne på Amager
Livjægerne på Amager er en ballet koreograferet af August Bournonville med musik af V.C. Holm. Balletten havde urpremiere på Det kongelige Teater 19. februar 1871 og blev således en af Bournonvilles sene balletter. Den unge franske sanger, komponist og løjtnant Edouard Du Puy blev model for hovedfiguren i balletten, hvor man får et indblik i bøndernes liv på det landlige Amager syd for København.
| Pied sur la pointe | Spire Denne artikel om ballet er en spire som bør udbygges. Du er velkommen til at hjælpe Wikipedia ved at udvide den. |